# آشپزی سنگالی

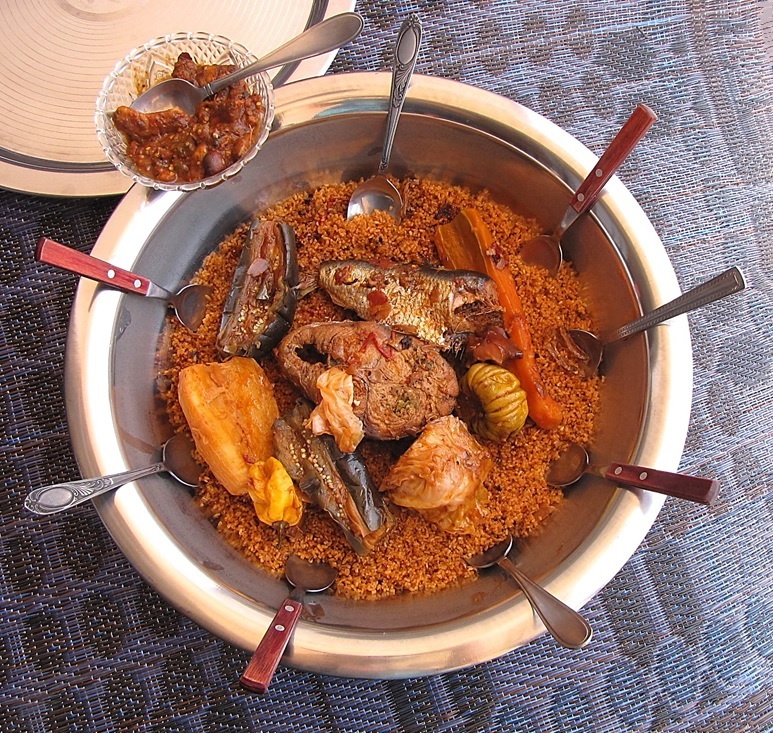
بوخونک با تمر هندی

آشپزی سنگالی، یک آشپزی غرب آفریقایی است که از گروه‌های قومی متعدد این کشور نشأت می‌گیرد که بزرگ‌ترین آنها ولوف نام داشته و تحت تأثیر فرانسوی‌ها است. اسلام، که برای اولین بار در قرن یازدهم ان منطقه پذیرفته شد، در آشپزی نیز نقش ایفا می‌کند. سنگال تا سال ۱۹۶۰ مستعمره فرانسه بود. از زمان استعمار آن، مهاجران غذاهای سنگالی را به بسیاری از مناطق دیگر برده‌اند.